# Cuenca del Boeza
La cuenca del Boeza la estructura el río Boeza que, junto a sus afluentes, conforman una subcuenca hidrográfica, un territorio de unos 86 380 km²  que, además de sus características geomorfológicas e hídricas propias, se encuentra íntimamente relacionada socio-culturalmente con el Bierzo Alto, con la comarca histórica del Señorío de Bembibre y, en el ámbito religioso, con el Arciprestazgo del Boeza, dando lugar a la Comarca del Boeza.
Se trata de una subcuenca del río principal en que confluye, el río Sil, a su vez afluente del río Miño, considerados los cauces más importantes de cuenca hidrográfica que conforma la demarcación hidrográfica Miño-Sil, integrando ambos nombres en su título, demarcación que es administrada por la Confederación Hidrográfica Miño-Sil.

## Red de drenaje

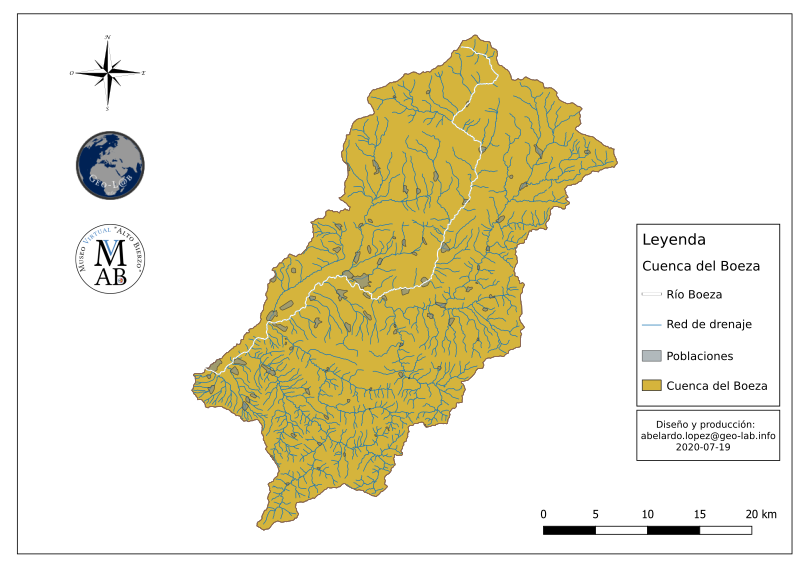
Cuenca del Boeza - Red de drenaje

La red de drenaje la forman 615 cursos de agua, con una longitud media de 1,961 km, máxima de 64,329 km y mínima de 0,087 km, distribuida sobre una superficie de 86.380,213 km², delimitando un perímetro de 169,824 km, resultando una Densidad de drenaje de Dd=0.014 y un Índice de compacidad κc=0.163.
De estos cauces, 397 no disponen de nombre catalogado, siendo usual, de modo general, el empleo de río y arroyo en su denominación, según la tipología y características de los mismos.
El río principal es el Boeza, siendo sus afluentes principales, por el margen derecho, el Noceda, y el río Tremor y el río Meruelo por su margen izquierda.
| Id | Nombre                      | Longitud (m) | Margen    |
| -- | --------------------------- | ------------ | --------- |
| 1  | Río Boeza o del Campo       | 64328.791    | Principal |
| 2  | Río Tremor                  | 29574.196    | Izquierda |
| 3  | Río Meruelo                 | 20673.303    | Izquierda |
| 4  | Río Noceda                  | 19882.381    | Derecha   |
| 5  | Arroyo de las Tejadas       | 19207.305    | Izquierda |
| 6  | Arroyo del Rial             | 16862.895    | Izquierda |
| 7  | Río de Carracedo y de Prada | 14325.880    | Izquierda |
| 8  | Río Fresno                  | 10493.420    | Izquierda |
| 9  | Arroyo de la Reguera        | 10267.987    | Derecha   |
| 10 | Río Urdiales                | 9254.348     | Derecha   |

## Relieve

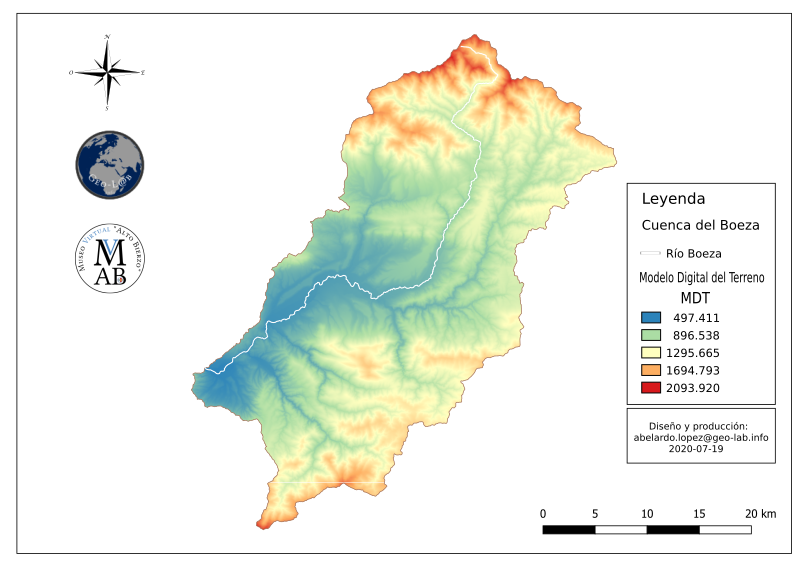
Cuenca del Boeza - MDT

El relieve de la Cuenca del Boeza se encuentra dominado por el encajonamiento en la parte nororiental de la hoya de El Bierzo, con unas zonas montañosas en su zona norte, dominadas por las Sierra de Gistredo y el Macizo del Catoute, alineaciones montañosas paralelas que delimitan El Bierzo por el norte y el Noreste y donde tiene lugar el nacimiento del Río Boeza, continuando esta forma montañosa por el oeste y sur, por las estribaciones de los Montes de León, tiendiendo a confluir en la zona central y más profunda de esa depresión berciana.
Esta geoforma se distribuye entre los 2093.920 metros de altura máxima, en la proximidades de su nacimiento, y los 497.411 m s. n. m. en su desembocadura, prácticamente en la ciudad de Ponferrada.
No obstante, se alcanzan cotas elevadas, de 1950 metros, en su zona sur, en su límite con Maragatería, lo que propicia una forma de anfiteatro en sus tres vertientes norte, este y sur, con un modo de gran cono de deyección en su cara oeste, como se puede observar en Modelo digital del terreno en lateral derecho.

## Divisoria de aguas

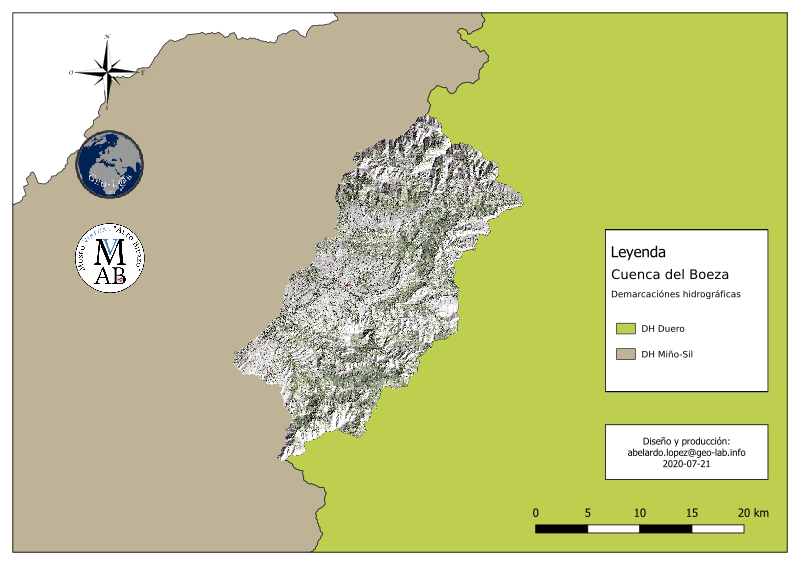
Cuenca del Boeza - Divisoria de aguas

La línea divisoria de aguas de la Cuenca del Boeza presenta la particularidad de constituir, parte de esa línea, el límite hidrográfico entre dos cuencas, la Cuenca del Miño-Sil y la Cuenca hidrográfica del Duero.
Así, se conforman dos límites hídricos, que se concretan en el límite este, que resulta el límite de drenaje entre las cuencas del Miño-Sil y la del Duero, y el límite oeste, que drena y limita con subcuencas de la propia cuenca del Miño-Sil.
Esta división, una diagonal casi perfecta, que divide en dos la forma rectangular de la Cuenca del Boeza, determina, además de esta singularidad geográfica, unas características socioculturales propias, al propiciar una relaciones, en su vertiente este, propias de los espacios montañosos, con la montaña leonesa -Omaña- en su extremo norte, y con La Cepeda y Maragatería, con León, en el resto de esta divisoria, con las tierras del Duero, con Castilla.
Por otro lado, la vertiente oeste, se relaciona, en el norte, con Laciana y Ribas del Sil y, a su través, con Asturias, ya tendiendo en el oeste a El Bierzo Bajo, a la llanura u hoya berciana, al Río Sil, a Galicia.

## Poblamiento
| Leyenda: Pulse sobre el mapa para mapa interactivo y sobre elementos situados sobre él para obtener información emergente. Recargue su navegador web si faltan elementos geográficos. |                                            |
| | Límite hidrográfico de la cuenca del Boeza |
| | Límite administrativo de término municipal |
| | Rio Boeza                                  |

En la distribución de poblaciones que conforman la Cuenca del Boeza, y referidas a la delimitación administrativa de su término municipal, se pueden concretar tres tipos de poblaciones: las que se encuentran totalmente en la cuenca, las que lo están mayoritariamente y las que mayoritariamente no se encuentran en esta cuenca, salvo porciones muy pequeñas de las mismas.
En el primer caso se encuentran, de sur a norte, Molinaseca, Castropodame, Torre del Bierzo, Folgoso de la Ribera e Igüeña, término este último que tiene una pequeña porción del mismo fuera de esta cuenca, ya en la Cuenca del Duero.
El segundo grupo, de términos mayoritariamente en la cuenca, lo forman Congosto, Bembibre y Noceda, términos que tienen, en su fachada oeste, pequeñas porciones de territorio que vierten a la Cuenca del Sil.
Un tercer grupo de términos relacionados con la Cuenca del Boeza lo forman aquellos que tiene una parte en esta cuenca, siendo Ponferrada el término que mayor superficie comparte, abarcando no solo la zona situada al este del conocido como Montearenas, sino numerosos núcleos poblacionales, como Bouzas, Espinoso de Compludo, Carracedo de Compludo, hasta Villar de los Barrios, San Lorenzo del Bierzo u Otero, entre otros, incluida parte de la propia ciudad de Ponferrada, en que desemboca el Río Boeza en el Sil.
Santa Colomba de Somoza, incluso Lucillo, en Maragatería, y Villagatón, en La Cepeda, comparten unas pequeñas superficies, más amplias en el caso de Villagatón, con esta cuenca, cerrando, por el noreste, Murias de Paredes, de La Omaña, con dos sectores compartidos, específicamente el Campo de Santiago, paraje de Fasgar, en que tiene su nacimiento el Río Boeza.
Otros términos que lindan con esta cuenca, ya en el norte y noroeste, y que pueden compartir pequeñas superficies casi testimoniales, son Palacios del Sil, Páramo del Sil y Toreno.

### Estructura
Este poblamiento se corresponde, mayoritariamente, con la delimitación del Alto Bierzo, respecto de los términos municipales que lo conforman, citados anteriormente en el grupo primero y segundo, y con el Arciprestazgo del Boeza en lo referente a núcleos poblacionales, una estructura ancestral basada en parroquias, estructura más próxima al territorio y sus comunicaciones, de tracción animal o pedestre, concretándose esta Cuenca del Boeza en la Comarca del Boeza, comarca que tiene, históricamente, su centro en la Villa de Bembibre.